# Morpho patroclus
Morpho patroclus är en fjärilsart som beskrevs av Felder 1861. Morpho patroclus ingår i släktet Morpho och familjen praktfjärilar. Inga underarter finns listade i Catalogue of Life.